# Анна Магдалена фон Хоенлое-Лангенбург
Анна Магдалена фон Хоенлое-Лангенбург (на немски: Anna Magdalena vonvon Hohenlohe-Langenburg; * 15 февруари 1617; † 4 октомври 1671 в Дармщат) е графиня от Хоенлое-Лангенбург и чрез женитба бургграфиня на Кирхберг.

## Произход
Тя е дъщеря на граф Филип Ернст фон Хоенлое-Лангенбург и съпругата му графиня Анна Мария фон Золмс-Зоненвалде (* 14 януари 1585; † 20 ноември 1634), голямата дъщеря на граф Ото фон Золмс-Зоневалде-Поух (1550 – 1612) и графиня Анна Амалия фон Насау-Вайлбург (1560 – 1634).
Анна Магдалена фон Хоенлое-Лангенбург умира на 4 октомври 1671 г. в Дармщат на 54 години и е погребана във Фарнрода.

## Фамилия
Анна Магдалена фон Хоенлое-Лангенбург се омъжва през 1649 г. в Лангенбург за бургграф Георг Лудвиг фон Кирхберг (1626 – 1686), единственият син на бургграф Георг II фон Кирхберг, граф на Сайн-Хахенбург († 1641) и втората му съпруга Доротея Магдалена Ройс-Гера († 1646). Те имат децата:

- Анна Доротея (1650)
- Сибила Магдалена (1651)
- Георг Филип (1652 – 1653)
- Елизабет Магдалена (1654 – 1673)
- Доротея Луиза (1655 – 1672)
- Лудвиг Крафт (1656 – 1689)
- Георг Волфганг (1660 – 1684 в битка)

Георг Лудвиг фон Кирхберг се жени втори път на 7 септември 1673 г. за Магдалена Кристина фон Мандершайд-Бланкенхайм (1658 – 1715).